# Microcebus
Genre
Statut CITES
Répartition géographique
Le genre Microcebus, les microcèbes, regroupe des primates lémuriformes parmi les plus petites espèces de lémuriens.
Certaines des espèces du genre Mirza portent également ce nom vernaculaire.

## Description
Ils sont les plus petits des lémuriens au monde : ils mesurent 12 cm sans la queue, qui elle mesure 15 cm. Ils pèsent au maximum 90 grammes.

## Mode de vie
Leurs gros yeux possèdent une rétine hypersensible et leur ouïe est excellente.
Ils chassent généralement seuls la nuit et se nourrissent d'insectes (scarabées etc.), de fruits, de miel et de nectar qu'ils trouvent dans les arbres ou au sol.
Durant la journée, les femelles de certaines espèces comme le microcèbe mignon restent en petits groupes dans des arbres creux ou des nids de feuilles mais elles fourragent en solitaire. Le microcèbe « produit probablement de 3 à 6 jeunes pendant l'année qui suit sa naissance, et continue à se reproduire à ce rythme pendant les quelque quinze années que dure sa vie ».

## Classification / évolution
Ces animaux sont les plus petits primates connus. Ils sont nocturnes et endémiques de la grande île de Madagascar
Les naturalistes ont d'abord pensé qu'ils étaient la forme survivante la plus archaïques de tous les primates. 
Cette hypothèse n'a pas été confirmée ni par l'étude des fossiles disponibles, ni par les données génétiques et phylogénétiques. 
Une autre hypothèse est que leurs ancêtres étaient plus grands et qu'ils ont subi à plusieurs reprises une évolution vers le nanisme, fréquemment constatée dans les îles (nanisme insulaire) ou dans les lieux écologiquement isolés, ou encore dans certaines zones caractérisées par des sécheresses périodiques et imprévisibles (généralement liées aux conséquences d'El Niño). 
Selon Gould, ce type de nanisme pourrait être expliqué et induit par des conditions hypervariables entraînant une accélération de l’histoire de vie. 
Ainsi les Cheirogaleidés auraient au cours de leur évolution subi plusieurs phases de nanification (trois semble-t-il) ce qui n'a pas été le cas de leurs cousins Lépilémuridés (Lepilemur). Cette évolution pourrait dans le monde des mammifères être récente (relativement aux temps géologiques et à l'histoire du vivant.

## Liste d'espèces
Ce genre comprend au moins les 24 espèces suivantes :
- Microcebus arnholdi – Microcèbe de la Montagne d'Ambre
- Microcebus berthae – Microcèbe de Mme Berthe (plus petite espèce)
- Microcebus bongolavensis – Microcèbe du Bongolava
- Microcebus boraha [3]
- Microcebus danfossi – Microcèbe d'Ambarijeby
- Microcebus ganzhorni - Microcèbe de Ganzhorn, Espèce décrite en 2016[3]
- Microcebus gerpi – Microcèbe du Gerp[4]
- Microcebus griseorufus – Microcèbe gris-roux
- Microcebus jollyae – Microcèbe de Jolly
- Microcebus lehilahytsara – Microcèbe de Goodman
- Microcebus macarthurii – Microcèbe d'Anjiahely
- Microcebus mamiratra – Microcèbe de Nosy Be
- Microcebus manitatra ("propagation") - Espèce décrite en 2016 [3]
- Microcebus margotmarshae – Microcèbe de Margot Marsh
- Microcebus marohita – Espèce décrite en 2013[5]
- Microcebus mittermeieri – Microcèbe de Mittermeier
- Microcebus murinus (J. F. Miller, 1777) – Microcèbe mignon
- Microcebus myoxinus – Microcèbe pygmée
- Microcebus ravelobensis – Microcèbe brun-doré
- Microcebus rufus (É. Geoffroy Saint-Hilaire, 1834) – Microcèbe roux
- Microcebus sambiranensis – Microcèbe du Sambirano
- Microcebus simmonsi – Microcèbe de Simmons
- Microcebus tanosi – Espèce décrite en 2013[5]
- Microcebus tavaratra – Microcèbe roux du Nord